# 李雅
李雅（?—?），中国北周、隋朝軍人、政治人物，原州平高（今宁夏固原）人，自称陇西郡成纪县（今甘肃省秦安县）人。隋朝申国公李穆之子。
李雅年轻时有见识雅量。北周保定年间，以军功封西安县男，拜为大都督。天和年间，跟随元定征江西，当时诸军失利，被南朝陈俘虏。后来得以回到周国，拜开府仪同三司，领左右军。当年，跟随太子西征吐谷浑，李雅率步骑兵二千，在洮河督军粮，被敌人跟踪，相持数日。李雅很忧虑，遂加以和谈，敌军防备稍稍松懈，李雅伐奇兵击破敌军。北周朝廷赐给他奴婢百口，封一子为侯。后为拜齐州刺史，不久征召还京。几年后，授任瀛州刺史。杨坚作丞相，命他镇守灵州以防备突厥。还授大将军，转任荆州总管，加邑八百户。开皇初年，进爵为西安县公。